# Upsall
Upsall is een civil parish in het bestuurlijke gebied Hambleton, in het Engelse graafschap North Yorkshire met 211 inwoners.
De naam van de plaats komt uit het oudnoords.